# Elysia siamensis
Elysia siamensis is een slakkensoort uit de familie van de Plakobranchidae. De wetenschappelijke naam van de soort is voor het eerst geldig gepubliceerd in 1998 door Swennen.